# Pekinžan
Pekinžán je starodavna pasma družnih psov, ki izhaja iz Kitajske. Bili so priljubljeni psi na kitajskem dvoru. Imenovani so po kitajski prestolnici Peking. 

## Izgled
Pasma je stara več kot 2000 let, a se do prihoda v Evropo ni dosti spremenila. Predvsem britanski vzreditelji so pasmo v zadnjem stoletju nekoliko spremenili, današnji razstavni psi imajo bistveno bujnejšo dlako in bolj ploščate gobčke, kljub vsemu pa se je ohranil orientalski pridih, predvsem v pasemski nenavadnosti in značaju. Dovoljene so vse barve dlake; najpogostejši sta rdečkasta in rumenkasta v vseh možnih odtenkih , lahko pa je črna, bela, modrikasta, siva, kostanjeva ... Pekinžan je velik do 25 cm ter težek do 6 kg. Glede na majhnost so pekinžani precej težki, ker imajo močne in težke kosti. Njihove bujne dlake so dolge, ravne, imajo mehko gosto podlanko, krovna dlaka je nekoliko trša. Imajo sorazmerno veliko glavo s sploščenim obrazom.

## Življenjska doba
Pekinžani živijo povprečno 12-15 let, kar je v primerjavi z drugimi majhnimi psi sorazmerno kratka življenjska doba.

## Značaj
Pekinžani so inteligentni, samozavestni, a svojeglavi psi. So čuječi in pogumni, vendar tudi vdani in imajo radi ljubkovanje.